# Adam Riess
Adam Guy Riess (Washington, 1969. december 16. –) amerikai csillagász, fizikus, a Johns Hopkins Egyetem professzora és a Space Telescope Science Institute kutatója. A világegyetem gyorsuló ütemben való tágulásának távoli szupernóvák megfigyelésével történt felfedezéséért Saul Perlmutterrel és Brian P. Schmidt-el közösen kapta 2006-ban a csillagászati Shaw-díjat, illetve 2011-ben a fizikai Nobel-díjat.

## Tanulmányai
1992-ben végzett a MIT-en, és 1996-ban a Harvard Egyetemen szerezte doktori fokozatát. A doktori disszertációját több, mint 20 újonnan felfedezett Ia típusú szupernóvával kapcsolatos méréseiről, illetve a szupernóvák távolságának pontosabb meghatározásához vezető módszer kifejlesztéséről írta.

## Munkássága
Riess előbb a Kaliforniai Egyetem munkatársa volt Berkeley-ben, majd 1999-ben a Space Telescope Science Institute munkatársa lett. 2005-től a Johns Hopkins Egyetem professzora.
1998-ban Brian P. Schmidt amerikai-ausztrál csillagásszal közösen vezette a High-z Supernova Search Team kutatási projektet, amelynek során Ia típusú szupernóvákat figyeltek meg. A szupernóvák fényessége és vöröseltolódása alapján azt találták, hogy a szupernóvák "messzebb vannak", mint ahol az érvényes kozmológiai modellek alapján lenniük kellene és ebből arra a következtetésre jutottak, hogy az univerzum gyorsulva tágul.
A kutatócsoport 1998-ban tette közzé eredményeit, szinte ezzel egyidőben egy másik csoport, a Saul Perlmutter által vezetett Supernova Cosmology Project a Lawrence Berkeley Nemzeti Laboratóriumban is ugyanerre a következtetésre jutott.
A két kutatócsoport egymástól független felfedezését a tudományos közösség hamar elfogadta, a gyorsulva táguló világegyetem elmélete pedig további kutatásokat generált a sötét anyag és a sötét energia témakörében.
A felfedezést az év tudományos áttörésének választotta a Science Magazine, illetve elismerésként Schmidt, Reiss és Perlmutter 2006-ban közösen megkapták a csillagászati Shaw-díjat, illetve 2011-ben a fizikai Nobel-díjat.
Riess jelenleg a Higher-Z SN Search  kutatási programot vezeti, amelyben a Hubble űrtávcső segítségével igyekeznek felfedezni a legtávolabbi látható szupernóvákat. Az általuk felfedezett távoli szupernóvák fényessége relatíve nagyobb, mint várták, amit azzal magyaráztak, hogy a világegyetem tágulása korábban lassuló ütemű volt.

## Kitüntetései
- 1999: Trumpler-díj
- 2001: a Harvard Egyetem Bok-díja

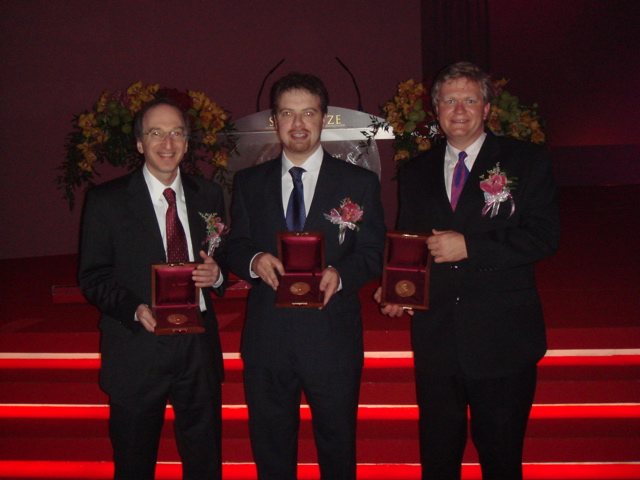
Saul Perlmutter, Adam Riess és Brian P. Schmidt 2006-ban átveszik a Shaw-díjat. 2011-ben ők hárman kapták a fizikai Nobel-díjat is.

- 2003: az Amerikai Csillagászati Társaság Helen B. Warner-díja
- 2004: Raymond és Beverly Sackler-díj
- 2006: a csillagászati Shaw-díj Perlmutterrel és Schmidt-el közösen[6][7]
- 2007: a csillagászati Gruber-díj Riess-el és Perlmutterel közösen
- 2011: a fizikai Nobel-díj Schmidt-el és Perlmutterrel közösen „a Világegyetem gyorsuló ütemben való tágulásának távoli szupernóvák megfigyelésével történt felfedezéséért.”.[6]

## Fordítás
- Ez a szócikk részben vagy egészben  az   Adam Riess című angol Wikipédia-szócikk fordításán alapul.  Az eredeti cikk szerkesztőit annak laptörténete sorolja fel. Ez a jelzés csupán a megfogalmazás eredetét és a szerzői jogokat jelzi, nem szolgál a cikkben szereplő információk forrásmegjelöléseként.